# Lena (Norvegia)
Lena è un villaggio della Norvegia, situato nella municipalità di Østre Toten, nella contea di Innlandet.